# Hudi Graben
Hudi Graben is een plaats in Slovenië en maakt deel uit van de gemeente Tržič in de NUTS-3-regio Gorenjska. De plaats telde 42 inwoners op 1 januari 2020.